# ユーノー
ユーノー（ラテン語: Juno、古典綴：IV́NÓ）は、ローマ神話で女性の結婚生活を守護する女神で、主に結婚、出産を司る。また、女性の守護神であるため月とも関係がある。主神ユーピテルの妻であり、ローマ最大の女神である。神権を象徴する美しい冠をかぶった荘厳な姿で描かれ、孔雀がその聖鳥。女性的気質の神格化である。ギリシア神話のヘーラーと同一視される。
英語ではジューノウ (Juno)、フランス語ではジュノン (Junon) 。日本語ではユノ、ユノー、ジュノーなどともカナ表記する。
ユーピテル、ミネルウァと共に3柱1組でカピトーリウムの丘の神殿で崇拝されている。
6月の女神として知られる。ヨーロッパの言語で6月を表す Giugno, Juin, June などはユーノーに由来する。また、「6月の花嫁（ジューン・ブライド）」は、6月に結婚することで花嫁にユーノーの加護を期待する風習である。

## 神話
サートゥルヌスの娘で、ユーピテルとの間にウゥルカーヌスとユウェンタースを産んだ。花の女神フローラからもらった魔法の花に触れて妊娠し戦いの神マールスを単独で産んだ。
ウェルギリウスによる叙事詩『アエネーイス』(Aeneid) ではトロイア人を憎み、ウェヌスの息子アイネイアースのローマ建国を阻むため、アネモイ（風神）の主であるアイオロスに頼んでアイネイアースの船隊を沈没させようとした。その返礼に自らの配下のニュンペーで最も美しいデーイオペーアをアイオロスに与えると言った。第七巻ではユーノーがアレークトーを呼んでアマータを操って、トゥルヌスとアイネイアースの戦争を扇動させた。二人の開戦前にはユーノーが、ラティーヌス王の代わりに、戦いを始める際に開けることになっているヤーヌスの神殿の門を開け放った。

## 添え名
ユーノーは様々な添え名と側面を持ち、崇拝されている。
ユーノー・モネータ (Juno Moneta)
忠告のユーノー。ガリア人のローマ侵入を神殿で飼われていたガチョウが告げたため「忠告する」という名を付された。紀元前345年に建設されたユーノー・モネータの神殿では後に貨幣の鋳造が行われた。
ユーノー・ルーキーナ (Juno Lucina)
出産のユーノー。ルーキーナと同じく、ローマ人では「子どもを光明の中へ出す女神」とも称される。
ユーノー・レーギーナ (Juno Regina)
女王のユーノー。ユーピテルの妻にして、通常「神々の女王」とも呼ばれる。
ユーノー・フォルトゥーナ (Juno Fortuna)
運命のユーノー。
ユーノー・カプローティーナ (Juno Caprotina)
豊穣・多産のユーノー。
ユーノー・ソスピタ (Juno Sospita)
救済・守護のユーノー。
ユーノー・ナーターリス (Juno Natalis)
誕生日のユーノー。
ユーノー・ユガ (Juno Juga)
結びのユーノー。